# Bahnhof Lübeck-Travemünde Strand

Der Bahnhof Lübeck-Travemünde Strand (auch als Strandbahnhof bezeichnet) ist ein Bahnhof im Lübecker Stadtteil Travemünde. Er ist einer von insgesamt drei Bahnhöfen Travemündes neben dem ehemaligen Hafenbahnhof und dem Haltepunkt am Skandinavienkai. Der Kopfbahnhof bildet den Endpunkt der Bahnstrecke Schwartau Waldhalle–Lübeck-Travemünde Strand. Betrieblich ist Lübeck-Travemünde Strand kein Bahnhof, sondern ein Haltepunkt. Das Empfangsgebäude steht unter Denkmalschutz.

## Geschichte
Bauherr des Bahnhofs war die Lübeck-Büchener Eisenbahn, die 1882 die Bahnstrecke von Lübeck nach Travemünde eröffnete. Diese endete zunächst am Hafenbahnhof und wurde 1898 bis zum Strandbahnhof verlängert. Errichtet wurde damals ein Bahnhofsgebäude aus Holz, das 1911/1912 durch den von Fritz Klingholz errichteten Neubau mit Elementen des Jugendstils ersetzt wurde. Das Stahlfachwerkgebäude umfasst das Empfangsgebäude mit dreieckigem Giebel und Lünette. 1991 wurde der Bahnhof unter Denkmalschutz gestellt. Eine Besonderheit ist der Uhrenturm, dessen 1928 nachträglich eingebaute Abfahrtsanzeige mit Klappziffern ebenfalls unter Denkmalschutz steht. Der Bahnhof hatte vier Kopfgleise mit einem überdachten Seitenbahnsteig und einem ebenfalls überdachten Mittelbahnsteig.
Das Gebäude wurde bis 2006 hauptsächlich im Inneren umgestaltet. Dabei wurden der Fußboden nach altem Vorbild erneuert, Mauerwerk aus dem Stahlfachwerk entfernt und Verglasungen eingesetzt, automatisch öffnende Türen und behindertengerechte Toiletten eingebaut. Auch die denkmalgeschützten Dächer des Hallenbahnsteigs und des Querbahnsteigs wurden saniert. Die Kosten in Höhe von 2,3 Millionen Euro trugen neben der Deutsche Bahn AG der Bund, die Hansestadt Lübeck, das Land Schleswig-Holstein, die Possehl-Stiftung und der Gemeinnützige Verein zu Travemünde. Das Bahnhofsgebäude enthielt Geschäfte, Restaurants und ein touristisches „Welcome Center“. Unmittelbar nördlich befindet sich die Grünanlage Godewindpark.
2011 wurde der südliche Bahnsteig, vorbereitet als Kombibahnsteig für eine spätere Busanbindung, für 1,4 Millionen Euro barrierefrei erneuert.
Das hundertjährige Bestehen des Bahnhofs wurde 2012 unter anderem mit der Sonderausstellung „100 Jahre Strandbahnhof Travemünde“ im Industriemuseum Geschichtswerkstatt Herrenwyk gefeiert.
Am 12. März 2015 kündigte die Deutsche Bahn den Verkauf des Bahnhofsgebäudes an und begründete dies mit der schlechten Lage. Deswegen sei es schwierig gewesen, Mieter zu finden. Das Gebäude war in einem desolaten Zustand. Die Toiletten waren bereits 2014 geschlossen worden und mit Schimmel befallen. Im Außenbereich zeigte sich der nicht mehr genutzte zweite Bahnsteig völlig verwildert. Im Oktober 2015 ersteigerte ein Lübecker Pilot das Bahnhofsgebäude für 760.000 Euro. Er plante, das Empfangsgebäude unter anderem gastronomisch zu nutzen, Geschäfte anzusiedeln und in einem Bereich die Geschichte des Bahnhofs darzustellen. Anfang 2023 präsentierte sich der Bahnhof noch immer im gleichen Zustand. Lübecks Bürgermeister Jan Lindenau erklärte, dass die Hansestadt Lübeck versuche, dem Eigentümer den Bahnhof abzukaufen. Es sei falsch gewesen, bei der Auktion 2015 kein Gebot abgegeben zu haben.

## Regionalverkehr
| Linie | Zuglauf | KBS     |
| ----- | --- | ------- |
| RE8   | Hamburg Hauptbahnhof – Bad Oldesloe – Reinfeld (Holst) – Lübeck-Moisling – Lübeck Hbf – Lübeck-Dänischburg IKEA – Lübeck-Kücknitz – Lübeck-Travemünde Skandinavienkai – Lübeck-Travemünde Hafen – Lübeck-Travemünde Strand | KBS 104 |

## Galerie

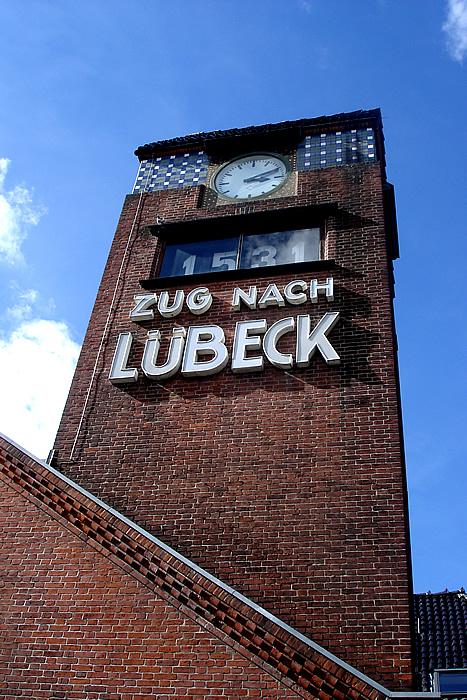
Uhrenturm mit Abfahrtsanzeige
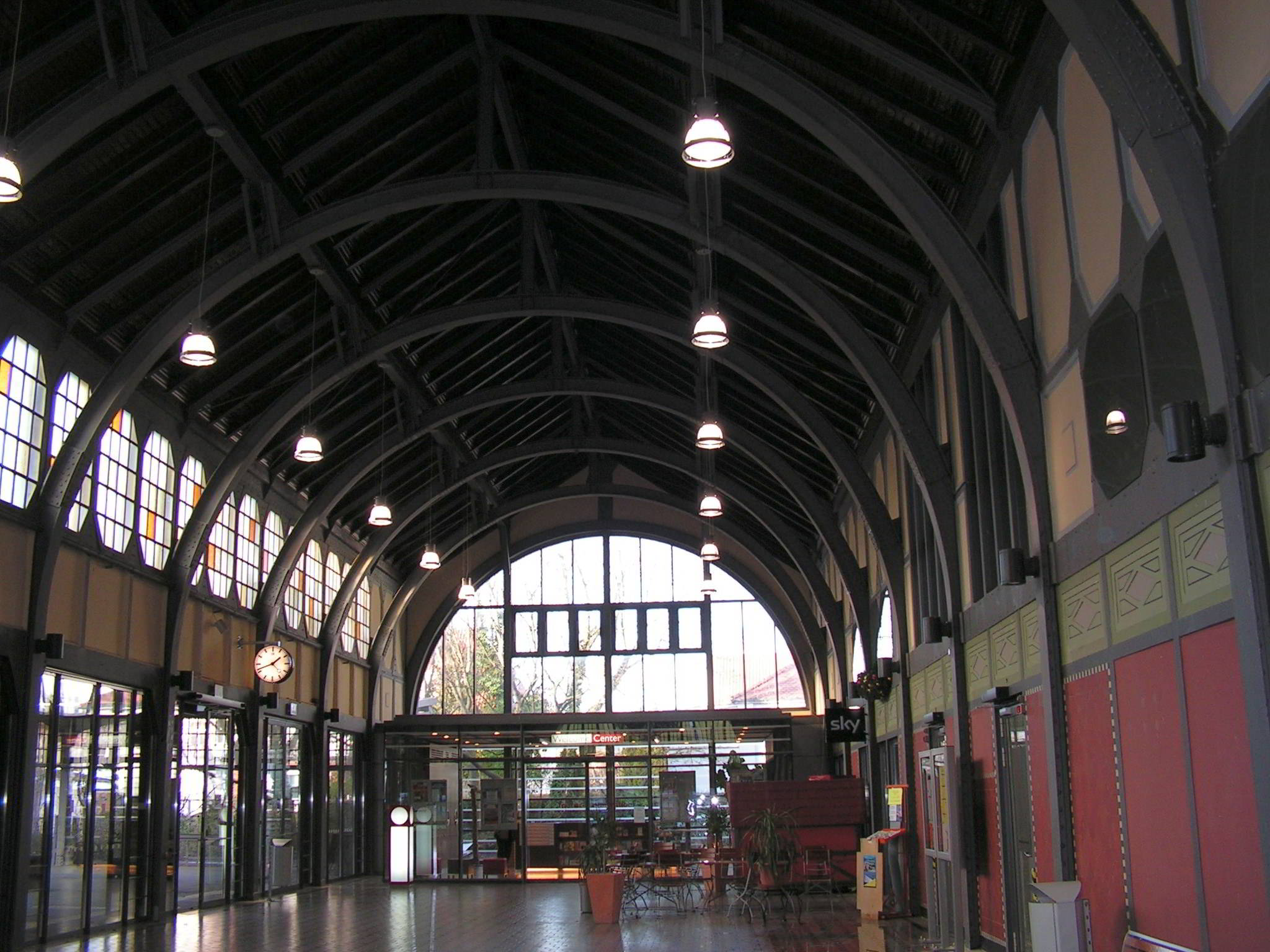
Innenansicht des Strandbahnhofs 2012
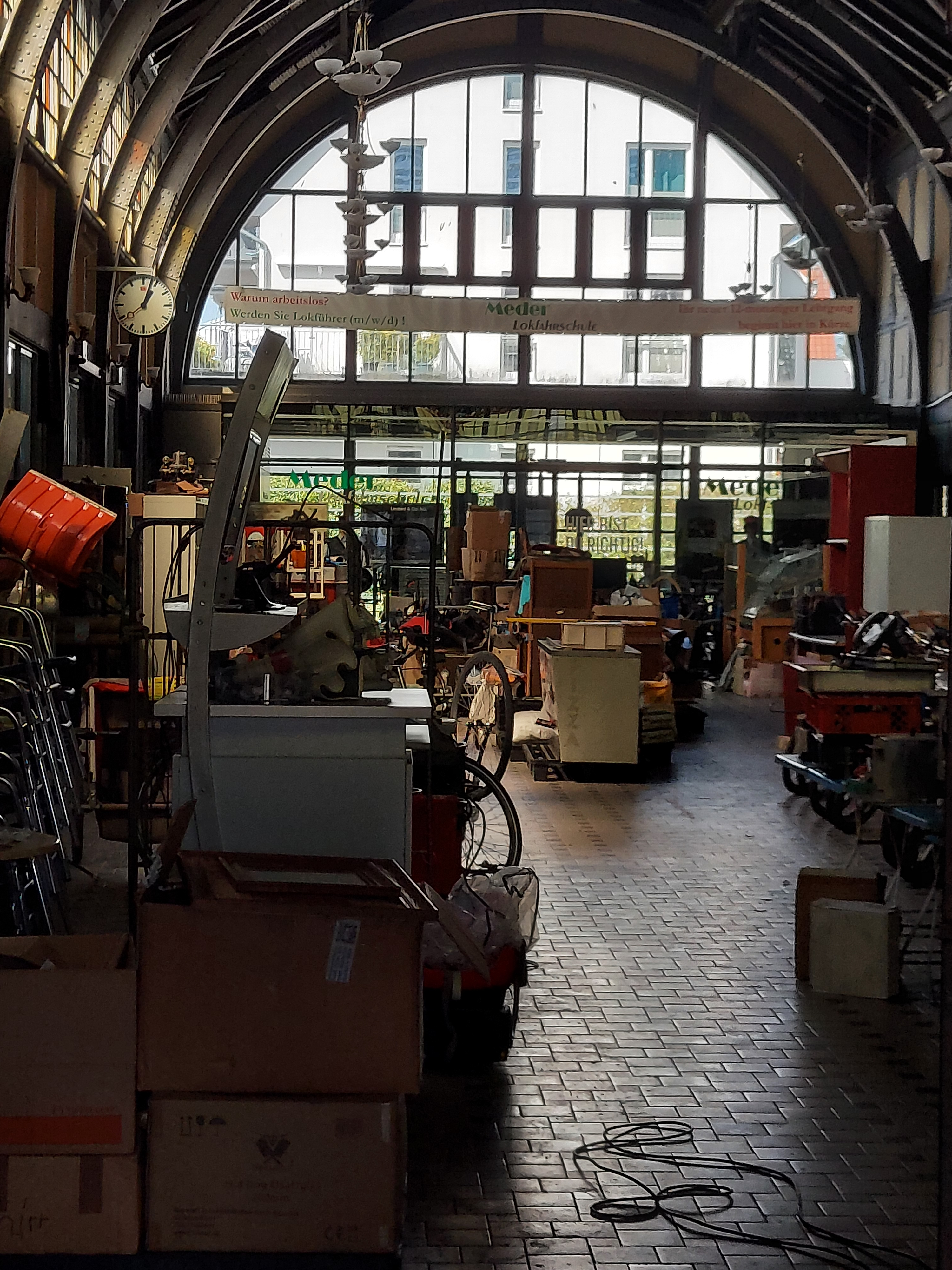
Innenansicht des Strandbahnhofs 2023
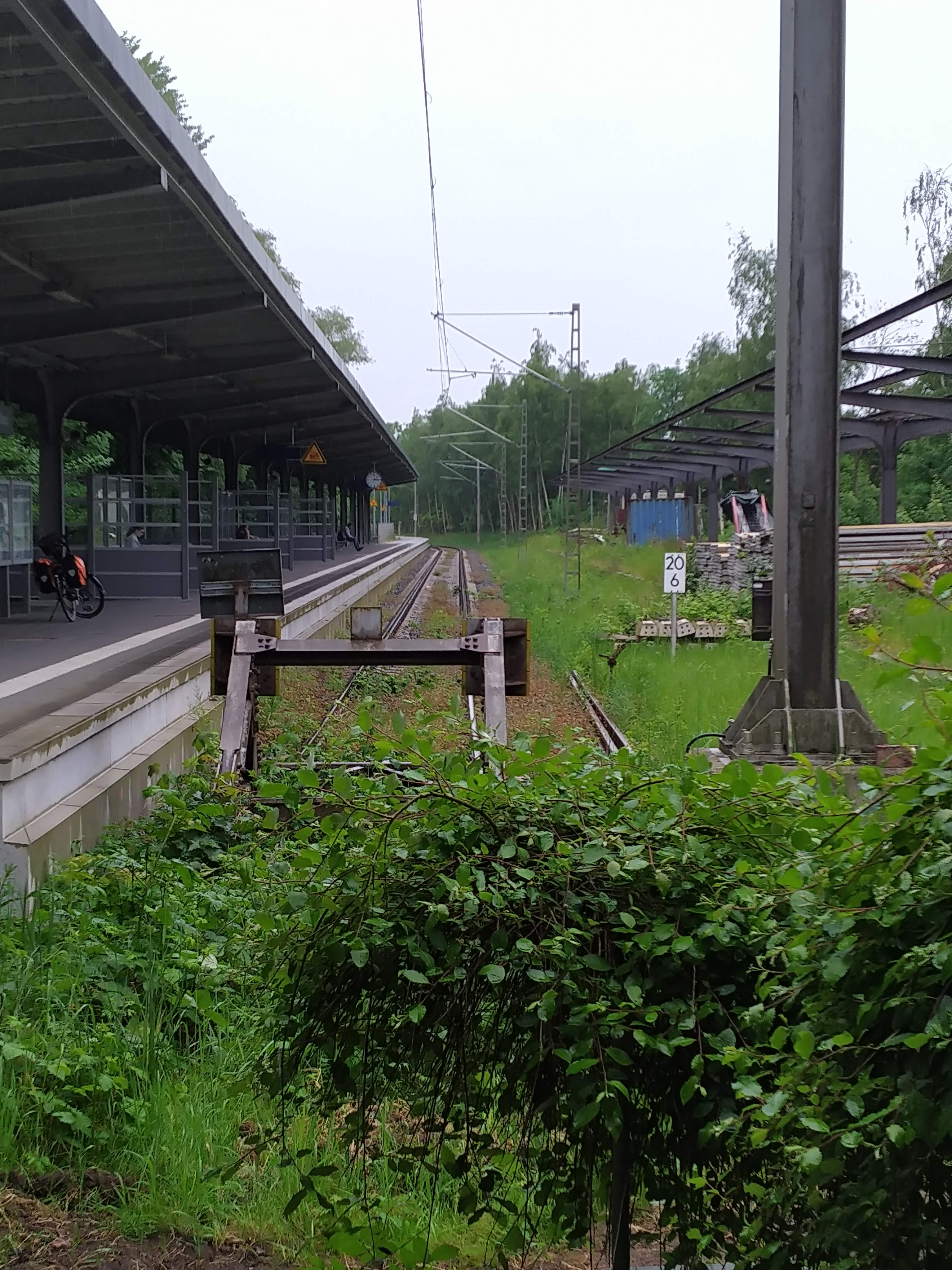
Bahnsteig des Strandbahnhofs 2020
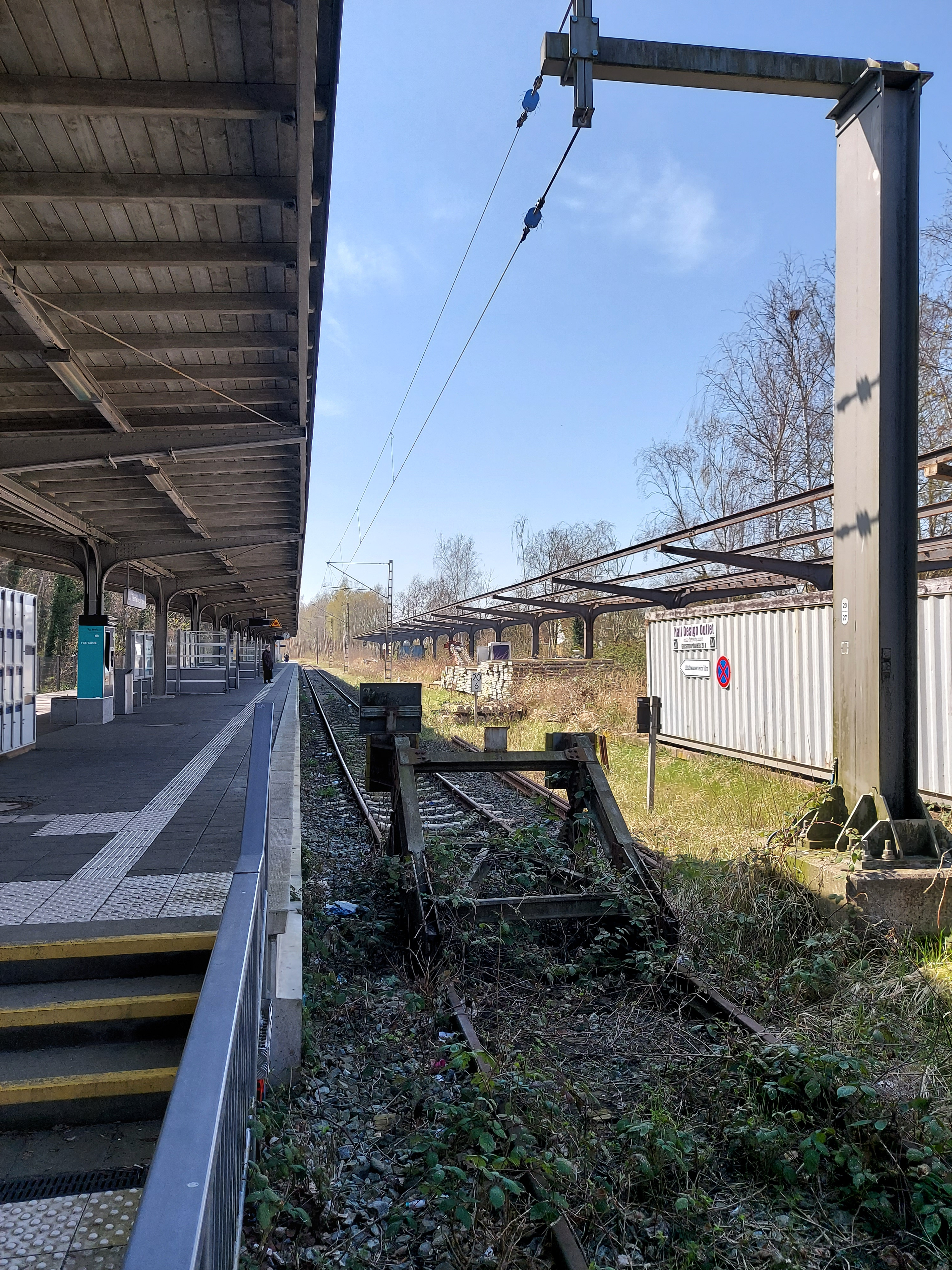
Bahnsteig des Strandbahnhofs 2023